# Arveyres
Arveyres é uma comuna francesa na região administrativa da Nova Aquitânia, no departamento da Gironda. Estende-se por uma área de 17,32 km². Em 2010 a comuna tinha 2 024 habitantes (densidade: 116,9 hab./km²).